# بينوا لامي
بينوا لامي (بالفرنسية: Benoît Lamy)‏ (و. 1945 – 2008 م) هو مخرج أفلام، ومنتج أفلام، وكاتب سيناريو بلجيكي، ولد في آرلون، توفي عن عمر يناهز 63 عاماً.

## وصلات خارجية
- بينوا لامي على موقع IMDb (الإنجليزية)
- بينوا لامي على موقع ألو سيني (الفرنسية)
- بينوا لامي على موقع أول موفي (الإنجليزية)
- بينوا لامي على موقع قاعدة بيانات الأفلام السويدية (السويدية)
- بينوا لامي على موقع قاعدة بيانات الفيلم (الإنجليزية)
- بينوا لامي على موقع كينوبويسك (الروسية)